# 이석문 (1713년)
이석문(李碩文, 1713년 10월 10일 - 1773년 7월 27일)은 조선 후기의 무신, 군인이다. 본관은 성산(星山), 자는 사실 (士實), 호는 돈재(水+豚齋), 별호는 북비공(北扉公)이다. 1762년(영조 38년) 임오화변 당시 사도세자가 영조의 명으로 뒤주에 들어가 갇혀죽게 되자, 그는 세손 산(후일의 정조)을 등에 업고 궐안으로 들어가도록 했다. 
1739년(영조 15년) 권무과(權武科)에 급제하고, 그 해 정시 무과에 병과로 급제하여 어모장군 행의금부도사에 이르렀다.
1739년(영조 15년) 선전관, 1742년 부장(部將)이 되고 1747년 다시 부장이 되었다가 추파진권관으로 나갔다. 권관 재직 중 직속상관 평안도병사와 안주진관 병마사의 채삼 비리에 분개, 벼슬을 버리고 낙향했다. 1750년(영조 26년) 무신 겸 선전관에 특별 제수되었다가, 그해 삼수진(三水鎭) 신방구비만호(神方仇非萬戶)로 승진, 그해 대리청정을 하던 사도세자에게 특별 발탁되어 행무신겸 선전관에 기용, 이어 금부도사가 되었다.
1756년 추파진만호(楸坡鎭萬戶),  1762년 무겸 선전관이 되고 그해 5월 사도세자가 왕명으로 뒤주에 갇혀 죽게 되자 직접 세손을 등에 업고 입궐했으며, 울며 간하는 권정침 등을 베라는 왕명과, 뒤주 뚜껑 위에 돌을 올리라는 영조의 왕명을 모두 거절하고 의금부로 끌려가 태형 50도를 받고 추방당했다. 성주 유동방(현, 월항)로 낙향, 집을 짓고 사도세자를 그리며 평생 은거하였다. 별호 북비공은 그가 집 문을 뜯어 북쪽으로 옮기고, 현판을 북비(北扉)로 쓰고 북비라 부른 것에서 유래한다. 
1849년(헌종 15년) 증 어모장군 훈련원정에 증직되었다가, 1865년(고종 2년) 증 통정대부 승정원 좌승지 겸 경연참찬관에 추증되고, 1871년  다시 증 통정대부 승정원 좌승지 겸 경연참찬관, 다시 1871년 증 가선대부 병조참판 겸 의금부동지사 훈련원도정으로 여러번 증직이 내려졌다. 응와 이원조의 증조부이다. 경상북도 성주 출신.

## 생애

### 어린 시절
이석문은 1713년(숙종 39년) 10월 10일 경상북도 성주군 유동방 대포리(大浦里, 현, 월항면] 대산리 한개마을)에서 이이신(李爾紳)과 첨사 송원기의 딸 야성송씨의 아들로 태어났다. 호는 돈재, 별호는 북비이다. 고조할아버지는 월봉 이정현(月峯 李廷賢)이고, 증조할아버지는 통덕랑를 역임한 이수성(李壽星)이며, 할아버지는 이달한(李達漢)이다. 친 동생 이석유가 있었는데, 아들이 없어 후일 그의 차남 이민검을 양자로 입양했다. 그는 풍양조씨 조명성의 딸과 혼인하여 아들 민겸, 민검을 두었다. 이민겸은 헌종~고종 때의 정승 응와 이원조의 할아버지가 된다.
그의 동생 이석유는 아들이 없어 그의 아들 이민검을 양자로 입양보냈다. 이민검 역시 아들이 없어 이석문의 다른 아들 이민겸의 아들 이형진을 생가 삼촌이자 양 5촌인 이민검에게 입양을 보냈다. 그런데 이민겸의 장남 이규진은 딸만 다섯 명을 두고 아들이 없어 다시 이형진의 아들 중 응와 이원조를 양자로 입양했다.
그의 선조들은 대대로 성주읍내에 거주하다가, 성주읍내에 역참이 들어서고 말과 역을 관리하는 중인들이 모여들자, 양반이 살 곳이 못된다며 대산리로 이주했다. 그러다가 1721년(경종 1년)에 아버지 이이신이 대산리 내 현재의 응와종택 주변으로 이주, 거주하게 됐다. 그의 집 건너편에는 옥구현감, 이조좌랑, 이조정랑, 사헌부 관원, 영해부사(寧海府使) 등을 역임한 사촌 이석구(李碩九)가 있었다. 사촌 이석구는 한강 정구(寒岡 鄭逑)의 학파의 학자의 문인이었으나 뒤에 노론으로 당을 바꾸었다.
일찍이 전양군 이익필(全陽君 李益馝)이 이석문의 재주를 높이 사 추천하였다.

### 과거 급제와 관료 생활
1739년(영조 15년) 권무과(勸武科)에 급제하고, 그해 다시 그해의 정시 무과(庭試武科)에 병과(丙科) 22위로 급제하였으며, 선전관(宣傳官)에 제수되었다. 1742년(영조 18년) 부장(部將)이 되었다가 1744년 3월 1일의 춘삼삭 능마아강(能麽兒講) 시강(試講)에 불참한 일로 병조의 탄핵을 받았다. 1744년 병으로 사직하고, 1747년 다시 부장(部將)에 임명되었다. 김상로, 홍계희 등이 그를 만나보려 하였으나 거절하였다. 이들을 거절한 일로 평안도 강계군 추파진(楸坡鎭) 권관으로 발령되었다.
추파진 권관 재직 중 직속상관 평안도 병마절도사와 안주진관 병마사가 공물로 바칠 인삼을 채취한다는 핑계로 백성들에게 횡포를 저지르자 분개, 벼슬을 버리고 낙향했다. 1750년(영조 26년) 1월 무신 겸 선전관(武臣兼宣傳官)에 특별 제수되었다가, 동년 4월 삼수진(三水鎭) 신방구비만호(神方仇非萬戶)로 승진하여 변방으로 갔고, 그해 대리청정을 하던 사도세자에게 특별 발탁되어 어모장군 행무신겸 선전관에 기용되었다가, 금부도사가 되었다.
1756년 3월 12일 강계군 추파진만호(楸坡鎭萬戶)로 임명되여 그해 4월 28일 다시 변방으로 발령받았다. 이때 김상로, 홍계희 등이 그에게 사람들을 보내 시의를 따르면 병마절도사직을 주겠다고 제의했으나 그는 나는 시골 사람이라 시류를 모른다며 거절했다.
"나는 영남에 사는 사람이라 시의같은 것은 알지 못한다."
뒤에 선략장군 행군자감주부로 강등되었다. 강등 원인은 기록에 나타나지 않는다.

### 임오화변
1762년(영조 38년) 봄 다시 무겸선전관에 임명되었으나, 그해 음력 윤 5월 13일에 영조가 사도세자를 뒤주에 들어가라 하자, 그는 어린 세손 산을 도와 입궐하려 했으나, 수문장들이 이를 저지하였다. 윤 5월 13일 설서(設書) 권정침(權正枕)과 사서(司書) 임성(任誠)이 세자의 아들인 세손을 모시고 와서 안으로 들어가고자 했으나 수문장이 이를 거절했다. 그는 세손을 등에 업고 수문장들을 밀친뒤 세손을 궁으로 들여보냈다. 세손이 영조에게 가서 아비를 살려달라고 구원을 청하였다.
이때 권정침(權正忱), 이이장(李彝章), 임성(任珹), 윤숙(尹塾), 임덕제(林德躋) 등이 땅에 머리를 찧고 울며 세자의 억울함을 간하였다. 화가 난 영조는 권정침을 참형에 처하려 했으나 이석문은 선전관 홍화보(洪和輔)와 함께 이를 의로운 행동으로 여겨 명을 거부하였다.
어린 세손 산은 곧 끌려나갔고, 그는 엎드려 울며 물러나지 않았다. 영조는 그에게 뒤주에 큰 돌을 올리라고 명하였지만, 죽더라도 못하겠다며 역시 거부하고 실행하지 않았다. 1762년 5월 14일 삭탈관직당하고 의금부로 끌려갔다. 영조는 의금부에서 그를 친히 직접 국문한 뒤, 곤장 50도를 가하고 도성에서 쫓아냈다. 이 일로 그는 모든 도구를 버리고(盡散宦具), 도연명(陶淵明)의 귀거래사(歸去來辭)를 지어 바치고 낙향하였다.

### 은퇴와 만년
이후 그는 북비라 하는 집에 은거하였다. 벽면에는 도연명의 귀거래사를 벽상에 써붙이고 매일 아침, 저녁으로 풍송(諷誦)하였다. 그의 사촌 이석구가 건너편에 살았는데, 후일 김상로, 홍계희의 무리가 이곳을 지나가거나, 이석구의 집을 방문할 때 부채로 얼굴을 가리고 그의 집앞을 지나가자 그는 이들을 피하고자 문을 뜯어 북쪽으로 여닫이문을 냈다고도 하고, 사도세자를 추모하는 뜻에서 여닫이 문을 북쪽으로 옮겼다고도 한다. 어느 무관들이 자신이 홍인한, 정후겸과 친분이 있음을 자랑하자, 그는 이들은 도둑이라며 일축하고 내쫓았다. 그는 한개마을 서쪽 시냇가에 집을 짓고 돈재라 하였으며, 물을 끌어와 못을 만들었으며, 나무를 심었다.
1770년(영조 46년) 채제공(蔡濟恭)이 병조판서에 등용되자 채제공의 건의로 영조는 그를 다시 훈련원주부로 제수하고 불렀으나 부임하지 않았다. 그는 '사람이 뜻을 굳게 가져야 하는데 뜻이 구차하게 굴복된다면 무엇이 그 사람에게 귀하겠습니까? 나는 태평한 시대에 살면서 무공도 세우지 못하였고 사헌부를 드나들며 간신을 베어 대의를 밝히기를 청하지도 못했으니 저의 뜻은 끝내 펼 수 없을 것입니다. 차라리 초야에 묻혀 편안히 쉬면서 유유자적하겠습니다'라며 거절하엤다. 영조는 병조판서 채제공, 이지억 등을 통해 여러번 편지를 보내, 한성에 올라오면 승진을 약속했지만 그는 모두 거절하였다.
그는 죽은 사도세자를 그리워하며 성주군 유동방(柳東坊) 대산리(현, 성주군 월항면 대산리 421번지)에 집을 지었으며 북쪽 방향으로 사립문을 냈다. 그는 무괴심(無愧心), '부끄러움이 없는 마음'이라는 글을 짓고 평생 은거하였다. 만년에 그는 북쪽으로 옮긴 문을 향해 절하며 사도세자에 대한 그리움을 달랬다고 한다.
1773년 한개마을 정침에서 사망하자, 채제공은 직접 경상도 감영을 찾아 그의 장례식을 지원하고, 수백 명의 인파가 문상하였다. 후에 1795년(정조 19년) 그의 손자 이규진이 성균관의 제과에 선발되자 정조는 이규진을 특별히 불러 입시하게 하고, 직접 이규진을 만나 '너의 조부가 세운 공이 가상하다 아직까지 너의 집에 북녘으로 낸 문이 있느냐'며 북비 대문의 일을 물어보았다.

### 사후
경상도 개령(開寧) 부상역(扶桑驛)[현 ] 백련암(白蓮庵) 왼쪽 기슭 동향 언덕
[출처] 한국학중앙연구원 - 향토문화전자대전
1773년 10월 경상북도 개령(開寧)의 부이역(扶桑驛) 백련암(白蓮庵), 후일의 경상북도 김천시 남면 부상리 백련암 좌록(左麓, 왼쪽 산기슭) 동쪽 언덕 심열지원(枕兌之原)에 매장되었다. 묘비문은 운곡 이의발(雲谷 李羲發)이 썼다. 후일 의정부영의정 채제공(蔡濟恭)이 경연에서 북비가 아직 있는가를 수소문했고, 정조는 성균관 제과에 급제한 손자 이규진을 특별 입시케 하여, 북비의 사연을 물어본 뒤 상으로 주자백서선(朱子書百選)을 상으로 주었다.
그가 성주 대산리에 지은 집은 1774년(영조 50년) 후손들에 의해 개축되고, 1821년(순조 21) 당시 사헌부장령인 이규진은 정침과 사랑채를 새로 더 건립하고 북비문 안쪽 맞배집을 서재로 고쳤다. 이는 후대에 응와종택의 이름으로 1983년 6월 20일 경상북도 민속문화재로 지정되었다. 그가 살던 돈재고택과 그 주변에는 후대에 1909년(융희 3) 10월에 세운 그의 신도비 돈재이공신도비가 있다. 신도비문은 면우(俛宇) 곽종석(郭鍾錫)이 짓고, 글씨는 해사(海士) 김성근(金聲根)이 썼다.
1849년(헌종 15년) 음력 윤 4월 13일 증 어모장군 훈련원정에 증직되었다가, 1865년(고종 2년) 1워 30일 증 통정대부 승정원 좌승지 겸 경연참찬관에 추증되고, 1871년(고종 8년) 1월 13일 다시 증 통정대부 승정원 좌승지 겸 경연참찬관, 다시 1871년 1월 증 가선대부 병조참판 겸 의금부동지사 훈련원도정으로 여러번 가증(加贈)되었다.
1899년(광무 3년) 고종이 그의 충절을 높이 사 성주군수를 보내 그의 가묘에 치제하고, 그의 6대손 기진(基澈)에게 특별히 효릉참봉직을 제수하였다.
그의 집 북비고택, 증손 응와 이원조 고택, 사촌 대산동 교리댁 등이 있는 한개마을은 후일 대한민국 시대에 와서 민속마을, 국가민속문화재 제255호로 지정되었다.

## 같이 보기
- 북비 고택
- 임오화변
- 이원조
- 사도세자
- 정조
- 채제공
- 구선복

## 참고 자료
- 朴周大 편저,  『文蔭縉紳譜)』 중 [文科編] (麗江出版社, 1986)